# Остроухов Олександр Олексійович
Олександр Олексійович Остроухов (рос. Александр Алексеевич Остроухов; 6 липня 1989, Каменськ-Уральський, СРСР) — російський хокеїст, захисник. Виступає за «Горняк» (Рудний) у чемпіонаті Казахстану.
Вихованець хокейної школи «Спартаковець» (Єкатеринбург). Виступав за: «Кедр» (Новоуральськ), «Автомобіліст» (Єкатеринбург), «Супутник» (Нижній Тагіл), «Южний Урал» (Орськ), «Металург» (Мєдногорськ), «Молот-Прикам'я» (Перм), «Бейбарис» (Атирау), «Сариарка», «Темиртау», «Єрмак» (Ангарськ), «Іжсталь» (Іжевськ), «Нафтовик» (Альметьєвськ), «Іртиш» (Павлодар).